# Hwang (cognome)
Hwang (황?, 晃, 潢, 煌, 皇, 簧, 荒, 黃?) è un cognome di lingua coreana.

## Possibili trascrizioni
Whang.

## Origine e diffusione
Il cognome coreano Hwang ha origine da quello dell'ambasciatore diplomatico della dinastia cinese Han in Vietnam, chiamato Hwang Rak (황락, 黃洛). Si dice che Hwang Rak si sia perso in mare durante un viaggio dalla Cina al Vietnam nel 28 d.C. e sia invece arrivato in Corea durante la dinastia Silla. Hwang Rak arrivò in un luogo in Corea chiamato Pyeonghae (평해,平海), situato nella provincia orientale di Gyeongsang, come attualmente noto in Corea del Sud. Dopo essersi stabilito a Pyeonghae, Hwang Rak si naturalizzò come cittadino di Silla e divenne il primo progenitore del cognome Hwang (황) in Corea.
Prima della sua morte, Hwang Rak ebbe tre figli chiamati Gab-go (갑고, 甲古), Eul-go (을고, 乙古) e Byung-go (병고, 丙古). Si dice che Gab-go, il figlio maggiore, sia rimasto a Pyeonghae, continuando il clan principale della famiglia a Pyeonghae. Il secondo figlio, Eul-go, avrebbe lasciato la casa verso ovest e alla fine si sarebbe stabilito a Jangsu, diventando il primo progenitore del clan Jangsu Hwang. Il terzo figlio, Byung-go, si sarebbe stabilito a Changwon, diventando il primo progenitore del clan Changwon Hwang. Queste migrazioni dei due figli hanno portato alla creazione dei tre principali bon-gwan della famiglia Hwang.
Si tratta del 18º cognome per diffusione in Corea secondo i dati del Korean National Statistics Office del 2015. Nel Paese è portato da circa 697475 persone.

## Persone
- Hwang Jin-yi, poetessa coreana
- Stephanie Young Hwang, meglio nota come Tiffany Young, cantante statunitense attiva in Corea del Sud
- Hwang Ui-jo, calciatore sudcoreano